# Suurhusen
Suurhusen (einziger Ortsname im deutschsprachigen Raum, in dem zwei aufeinanderfolgende u in einer Silbe [u:] gesprochen werden) ist ein Ort in Ostfriesland und heute ein Ortsteil der Gemeinde Hinte im Landkreis Aurich mit etwa 1100 Einwohnern.

## Lage, Gebiet und Geologie
Der Ort befindet sich gut fünf Kilometer nördlich des Stadtzentrums von Emden und etwa zwei Kilometer östlich der Ortsmitte von Hinte. Westlich verläuft die Bahnstrecke Rheine–Norddeich Mole Richtung Norden/Norddeich, an der sich früher auch ein Haltepunkt befand. Seit dem Bau der Umgehungsstraße wird der Kraftfahrzeugverkehr auf der B 210 (ehemals in diesem Teilabschnitt B 70) Richtung Aurich/Norden am östlichen Ortsrand vorbeigeleitet. Das Knockster Tief, ein Entwässerungslauf zur Nordsee tangiert ebenfalls den Ort.
Insgesamt bedeckt die Gemarkung eine Fläche von neun Quadratkilometern. Die Böden bestehen aus Knick- und Kleimarsch, die in Suurhusen bis auf Höhen von vier Metern über Meeresniveau (NN) ansteigen. Suurhusen war ursprünglich ein Haufendorf, hat sich aber durch die Ausweisung neuer Baugebiete zunehmend zu einer Streusiedlung entwickelt.

## Geschichte
Suurhusen wurde früher auch Zuiderhusen (Süderhusen) genannt, wohl in Abgrenzung zu den nahegelegenen Orten Osterhusen und Westerhusen. Wie diese ist der Ort wahrscheinlich eine Ausbausiedlung von Hinte. Erstmals wurde das Dorf im Jahre 1255 als de Sutherhusem urkundlich erwähnt. Spätere Schreibweisen waren tu Suderhusum (1439), Suhrhußen (1579) und Suhrhausen (1645). Seit 1825 ist die Bezeichnung Suurhusen geläufig. Der Ortsname ist altfriesischen Ursprungs und bezeichnet die südlich gelegenen Häuser.
Ein im alten Kirchturm vorgefundener Stein mit der Jahreszahl 1004 und Keramikfunde deuten darauf hin, dass das Dorf weitaus älter ist.
Eine Burg lag auf der östlichsten und größten der drei Dorfwurten von Suurhusen. 1356 wurde ein Häuptling Boinck tho Suiderhusen als Burgbesitzer urkundlich erwähnt. In Auseinandersetzungen mit Folkmar Allena wurde die Burg Ostern 1356 zerstört. Folkmar Allena ließ sie als neuer Besitzer wieder aufbauen. In dem Konflikt zwischen Folkmar Allena und Ocko I. tom Brok wurde sie 1379 niedergebrannt. 1381 soll die Burg ein zweites Mal wieder aufgebaut worden sein. Ocko übertrug sie damals dem Herzog von Bayern als Lehen, dem damaligen Grafen von Holland. Ab 1404 war sie wieder im Besitz Folkmar Allenas. Danach muss die Burg verfallen sein, ihr Standort kann nur vermutet werden.
Jahrhundertelang waren die natürlichen Tiefs und die Entwässerungskanäle, die die Krummhörn in einem dichten Netz durchziehen, der wichtigste Verkehrsträger. Über Gräben und Kanäle waren nicht nur die Dörfer, sondern auch viele Hofstellen mit der Stadt Emden und dem Hafenort Greetsiel verbunden. Besonders der Bootsverkehr mit Emden war von Bedeutung. Dorfschiffer übernahmen die Versorgung der Orte mit Gütern aus der Stadt und lieferten in der Gegenrichtung landwirtschaftliche Produkte: „Vom Sielhafenort transportierten kleinere Schiffe, sog. Loogschiffe, die umgeschlagene Fracht ins Binnenland und versorgten die Marschdörfer (loog = Dorf). Bis ins 20. Jahrhundert belebten die Loogschiffe aus der Krummhörn die Kanäle der Stadt Emden.“ Bereits 1824 schrieb der Kulturhistoriker Fridrich Arends in seiner Erdbeschreibung des Fürstenthums Ostfriesland und des Harlingerlandes: „Mit Wasser ist kein Amt reichlicher versehen wie dieses. (…) Im Winter und Frühling geschieht der Transport des Korns und sonstiger Güter sowohl in diesem als im Greetmer Amt immer zu Wasser, welches bei den schlechten Kleiwegen in der Jahreszeit außerordentlichen Nutzen hat.“
Torf, der zumeist in den ostfriesischen Fehnen gewonnen wurde, spielte über Jahrhunderte eine wichtige Rolle als Heizmaterial für die Bewohner der Krummhörn. Die Torfschiffe brachten das Material auf dem ostfriesischen Kanalnetz bis in die Dörfer der Krummhörn, darunter auch nach Suurhusen. Auf ihrer Rückfahrt in die Fehnsiedlungen nahmen die Torfschiffer oftmals Kleiboden aus der Marsch sowie den Dung des Viehs mit, mit dem sie zu Hause ihre abgetorften Flächen düngten.
Im April 1919 kam es zu sogenannten „Speckumzügen“ Emder Arbeiter, an die sich Landarbeiterunruhen anschlossen. Zusammen mit dem Rheiderland war der Landkreis Emden der am stärksten von diesen Unruhen betroffene Teil Ostfrieslands. Arbeiter brachen in geschlossenen Zügen in die umliegenden Dörfer auf und stahlen Nahrungsmittel bei Bauern, wobei es zu Zusammenstößen kam. Die Lage beruhigte sich erst nach der Entsendung von in der Region stationierten Truppen der Reichswehr. Als Reaktion darauf bildeten sich in fast allen Ortschaften in der Emder Umgebung Einwohnerwehren. Die Einwohnerwehr Suurhusens umfasste 51 Personen. Diese verfügten über 20 Waffen. Aufgelöst wurden die Einwohnerwehren erst nach einem entsprechenden Erlass des preußischen Innenministers Carl Severing am 10. April 1920.
Die ehemals selbständige Ortsgemeinde ist seit der Gemeindereform vom 1. Juli 1972 ein Bestandteil der neu gegründeten Einheitsgemeinde Hinte.

## Sehenswürdigkeiten

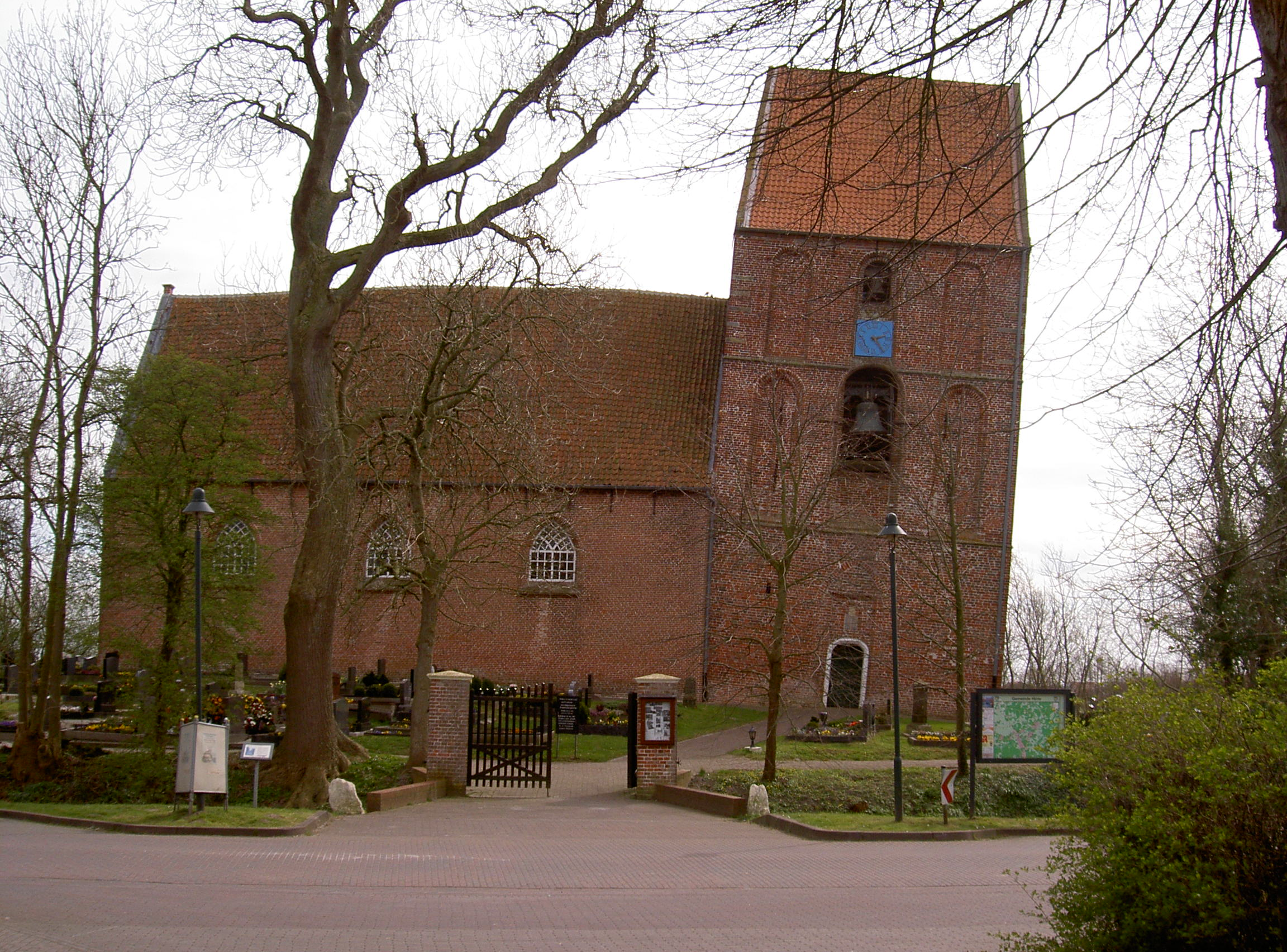
Der schiefe Turm von Suurhusen

Die Kirche in Suurhusen erinnert an die alten Festungskirchen früherer Zeiten. Sie wurde in der ersten Hälfte des 13. Jahrhunderts erbaut. Ursprünglich war die Kirche 32 Meter lang und 9,35 Meter breit. 1450 wurde das Kirchenschiff um ein Viertel gekürzt und darauf der Turm gesetzt. Dieser 27,37 Meter hohe Turm ist als schiefer Turm von Suurhusen bekannt: Mit einer Neigung von 5,1939° galt er bis 2022 als schiefster Turm der Welt und übertrifft damit den berühmteren schiefen Turm von Pisa, der eine Neigung von 3,97° aufweist. Er ist auf Eichenstämmen erbaut, die nach einer Grundwasserabsenkung verfault sind, weil dadurch Luft an das Holz gelangte.
Die Kirche kann auf Anfrage besichtigt werden.
In der Dorfmitte befindet sich das Landarbeitermuseum, in dem das Leben einer Arbeiterfamilie in früherer Zeit veranschaulicht wird.

## Personen
- Gerhard Dietrich,  Philologe, Historiker und Genealoge